# Casa de William H. Davenport
La Casa de William H. Davenport, también conocida como Casa Davenport-Curtis, es una casa unifamiliar ubicada en 300 East Míchigan Avenue en la ciudad de Saline, en el estado de Míchigan (Estados Unidos). Fue incluido en el Registro Nacional de Lugares Históricos en 1975.

## Historia
William H. Davenport nació en el estado de Nueva York en 1826 y llegó a Míchigan con su familia al año siguiente. Davenport se mudó a Saline a la edad de doce años después de la muerte de su padre y comenzó a trabajar como empleado mercantil. En 1851 se casó con Zilpha Parsons, y ese mismo año se asoció con HJ Miller para abrir una tienda general. En 1853 compró la participación de Miller y, durante los años siguientes, Davenport se convirtió en el comerciante más destacado de Saline.
En 1875, Davenport contrató al arquitecto de Detroit William Scott para diseñar esta casa. Los Davenport seleccionaron muchos de los muebles para la casa de las exhibiciones de los fabricantes en la Exposición del Centenario de Filadelfia de 1876. En 1883, Davenport abandonó su tienda general y en 1885 abrió un banco, que pasó a ser de propiedad pública en 1902. Davenport vivió en esta casa hasta su muerte en 1909. La casa permaneció en la familia Davenport hasta 1930, cuando el amigo de la familia Carl Alward Curtiss heredó la casa y sus muebles antiguos.

## Descripción
La Casa Davenport es una mansión estilo Segundo Imperio, ubicada sola en una cuadra de la ciudad a la entrada de Saline, rodeada de árboles maduros. La casa es una estructura de dos pisos y medio con un techo amansardado cubierto de pizarra y una torre de esquina. Se asienta sobre una base de piedra tallada, y el exterior contiene soportes, ménsulas, dinteles y buhardillas ornamentados. Dos cobertizos para carruajes originales con techos abuhardillados de pizarra se encuentran detrás de la casa.
En el interior, la carpintería está hecha de las mejores maderas duras (nogal y arce) en toda la casa. La casa todavía contiene antigüedades compradas en la Exposición de Filadelfia de 1876 de 1876. Las ventanas de cuerpo entero están rematadas con cornisas interiores talladas y los techos están decorados con yeso esculpido.